# Nhiễm toan ceton do đái tháo đường
Nhiễm toan ceton do đái tháo đường là một trong các cấp cứu nội tiết thường gặp nhất. Ba bất thường sinh học, kết hợp chặt chẽ với nhau được thấy chỉ riêng trong tình trạng nhiễm toan ceton do đái tháo đường: Tăng đường huyết, nhiễm ceton và nhiễm toan chuyển hóa.

## Dịch tễ học
Tần suất mắc nhiễm toan ceton do đái tháo đường là 1 lần/10 000 người/năm. Khi xem xét quần thể bệnh nhân đái tháo đường, tần suất này là 46 lần gặp/ 10 000 người đái tháo đường. Tuổi trung bình bị tình trạng này là khoảng 45.
Tăng tần suất mắc nhiễm toan ceton xảy ra trong thời gian mùa lạnh với sự ghi nhận: 43% các ca nhập viện xảy ra trong thời gian từ tháng 11 đến tháng 2. Tình trạng này được giải thích là có liên quan với sự thường gặp các nhiễm khuẩn đường hô hấp trong thời gian này. Tỷ lệ tử vong của tình trạng nhiễm toan ceton do đái tháo đường vẫn trong khoảng 5-10% từ nhiều năm nay. Tỷ lệ này tăng theo tuổi của bệnh nhân và phụ thuộc nhiều vào bệnh lý phối hợp hơn là vào bản thân tình trạng nhiễm toan ceton do đái tháo đường

## Sinh lý bệnh và nguyên nhân

### Tình trạng thiếu hụt Insulin
Thiếu hụt insulin là hiện tượng chính, cần và đủ để khởi phát một đợt nhiễm toan ceton do đái tháo đường.
Tăng đường huyết là hậu quả của tình trạng giảm hấp thu và oxy hóa của glucose ở ngoại vi và tăng sản xuất glucose của gan do hoạt hóa quá trình phân huỷ và tân tạo glycogen. Tăng tạo ceton có liên quan với tình trạng tăng phân hủy mỡ và tăng chuyển đổi các acid béo tự do thành thể cetonic ở gan. Sử dụng ngoại vi của các thành phần này bị suy giảm do tình trạng thiếu insulin.
Tình trạng thiếu insulin gây một biến đổi về tỷ lệ insulin/glucagon. Biến đổi tỷ lệ này sẽ kích thích quá trình tạo ceton, cũng như quá trình tân tạo glycogen và phân hủy glycogen. Các tác động trên gan này của glucagon chỉ có thể được biểu hiện khi không có insulin. Tăng ĐH gây nên một tăng bài niệu thẩm thấu với hậu quả gây mất nước, natri và kali, tình trạng tăng ceton gây ra nhiễm toan chuyển hóa.

### Tăng các hormon gây tăng đường huyết:
Có thể làm nặng thêm nữa hậu quả của tình trạng thiếu insulin song không thể gây ra toàn bộ bệnh cảnh nhiễm nhiễm toan ceton. Trong phản ứng sau khi bị một đả kích cấp tính, được tái tạo ra bằng cách truyền đồng thời catecholamine, cortisol và glucagon. Người ta thấy có tình trạng tăng đường huyết song không có tăng ceton máu.

### Các tình huống khởi phát
Các tình huống khởi phát nhiễm toan ceton do đái tháo đường luôn đi kèm với tình trạng thiếu inslin tuyệt đối hay tương đối.
Các nguyên nhân thiếu hụt insulin. (Theo Walker M et al. 1989)
- Thiếu insulin tuyệt đối
  - Bộc lộ của một bệnh đái tháo đường phụ thuộc insulin
  - Ngừng điều trị insulin
  - Kỹ thuật tiêm insulin không đúng

- Thiếu insulin tương đối
  - Bệnh lý cấp tính
  - Nhiễm khuẩn
  - Chấn thương và/ hay phẫu thuật
  - Viêm tụy cấp
  - Bệnh lý mạch máu

+ NMCT
+ TBMMN
- Bệnh nội tiết: Pheocromocytome; cường giáp, cường năng tuyến thượng thận
- Có thai
- Do thuốc
- Điều trị bằng corticoid
- Dùng chất giống adrenargic

Đôi khi không một nguyên nhân nào được tìm thấy và vai trò của yếu tố tâm thần được đề cập.
Sinh lý bệnh tóm lược của nhiễm toan ceton do đái tháo đường

Thiếu inssulin

Tăng các hormon gây tăng đường huyết

Giảm sử dụng glucose ngoại vi			 Tăng phân hủy lipid
```
 
```

```
 Tăng sản xuất của gan			 	 khẩu phần acid béo tại gan
```

```
 Tăng đường huyết				 Tăng tạo thể ceton
```

Xuất hiện đường trong nước tiểu Toan chuyển hóa	 Tăng ceton máu

			 BÙ TRỪ HÔ HẤP	 CETÔN NIỆU

## Đặc điểm lâm sàng và chẩn đoán

### Bệnh cảnh kinh điển
Kết hợp tình trạng mệt mỏi, các dấu hiệu kiệt nước (khát, khô da và niêm mạc), thở nhanh, các rối loạn tiêu hóa (buồn nôn, nôn, đau bụng) và tình trạng ngủ gà.
Có mùi aceton trong hơi thở được mô tả như mùi táo thối (dấu hiệu này được các thầy thuốc khám và đánh giá rất khác nhau). Xuất hiện mùi này do tình trạng thải bỏ sản phẩm aceton có nguồn gốc từ acetoacetat qua phổi.
Thân nhiệt hiếm khi tăng, thường là bình thường thậm chí hơi giảm do tình trạng giãn mạch ngoài da. Biểu hiện giảm thân nhiệt được thấy trong 10% các ca và được coi là một dấu hiệu tiên lượng xấu.

### Bệnh cảnh lâm sàng đôi khi không điển hình
Khi các dấu hiệu sau chiếm ưu thế, cần xét tới có bệnh lý phối hợp hay không
- Tụt HA trong nhiễm nhiễm toan ceton được điều chỉnh dễ dàng bằng cách truyền dịch. Nếu vẫn tiếp tục thấy có tình trạng tụt HA và nhất là khi có tình trạng sốc, cần xem xét tới nguyên nhân khởi phát khác ngoài tình trạng nhiễm nhiễm toan ceton.
- Các rối loạn tâm thần (tình trạng lú lẫn, chậm chạp) chỉ gặp ở 30- 40% các bệnh nhân. Các rối loạn nặng ý thức (cho phép gọi là hôn mê nhiễm nhiễm toan ceton) chỉ được thấy ở 10% các bệnh nhân. Tình trạng này có liên quan với độ thẩm thấu máu mà không liên quan với nhiễm toan.
- Đau bụng dữ dội được thấy trong 22% các ca, có thể đặt ra vấn đề khó khăn trong chẩn đoán và có liên quan chủ yếu với các bệnh nhân trẻ. Không có mối liên quan giữa mức tăng đường huyết và tình trạng đau bụng này. Ở các bệnh nhân > 40 tuổi, luôn cần tìm một nguyên nhân nền (viêm phúc mạc, viêm thận bể thận)

Sinh lý bệnh các biểu hiện lâm sàng của nhiễm toan ceton do đái tháo đường

### Các bất thường, hậu quả lâm sàng
| Bất thường                     | Hậu quả                        |
| ------------------------------ | ------------------------------ |
| Tăng đường huyết và đường niệu | Hội chứng uống nhiều đái nhiều |
| Suy nhược, gày sút nhanh       |                                |
| Mất nước                       | Tụt huyết áp                   |
| Nhiễm toan                     | Tăng thông khí                 |
| Dãn mạch da và giảm thân nhiệt |                                |
| Tăng ceton máu                 | Buồn nôn, nôn, đau bụng        |
| Tăng áp lực thẩm thấu máu      | Rối loạn ý thức                |
| Thiếu hụt kali                 | Chuột rút                      |
| Liệt ruột                      |                                |

### Các dữ liệu về tiền sử
Rất quan trọng vì 80% người đái tháo đường đã được phát hiện. Cho nên trên các bệnh nhân này cần nghi vấn có tình trạng nhiễm nhiễm toan ceton một cách hệ thống ceton.

### Xác định chẩn đoán
Dễ được thực hiện ngay trên lâm sàng khi thấy có 3 triệu chứng:
- Thở nhanh
- Ceton niệu (+) mạnh
- Đường niệu (+) mạnh

### Các tiêu chuẩn chẩn đoán nhiễm toan ceton do đái tháo đường
|             | Theo Kitabchi | Theo Rives  |
| ----------- | ------------- | ----------- |
| pH          | < 7,30        | < 7,35      |
| HCO3        | < 15 mmol/l   | < 22 mmol/l |
| Đường huyết | >2,5 g/l      | > 3 g/l     |
| Ceton niệu  | 3+            | Rõ rệt      |

### Các xét nghiệm cận lâm sàng cần được nhận định chính xác
- Phát hiện ceton niệu đôi khi chỉ dương tính nhẹ do chất phản ứng được sử dụng (Acetest, Ketodiastix) chỉ phát hiện được thành phần aceto-acetat. Tỷ lệ bêta hydroxy butirat/ aceto acetat trong máu thường có giá trị biến đổi trong khoảng 2-3. Trong quá trình điều trị, tình trạng cân bằng giữa hai thể cetonic này xảy ra với tăng trở lại nồng độ aceto-acetat và gây một tăng nghịch thường và tạm thời ceton niệu.
	- Creatinin máu được định lượng bằng máy phân tích tự động theo phương pháp đo màu mà trong phương pháp này, thể cetonic có thể gây tác động giao thoa. Creatin máu bị tăng lên giả tạo và không phản ánh chính xác chức năng thận.
	- Con số bạch cầu thường tăng lên do tác động của tình trạng cô đặc máu và do tăng bài xuất cortisol và catecholamin.
	- Tăng CPK, transaminase và amylase với giải thích tình trạng này còn chưa thật rõ ràng và không có ý nghĩa đặc biệt. Vì vậy tình trạng tăng amylase máu này không đồng nghĩa là bệnh nhân bị viêm tụy và thêm vào là bệnh nhân luôn có tăng isoenzym nguồn gốc nước bọt.

### Hai chẩn đoán cần được thảo luận
- Nhiễm toan ceton do rượu: xảy ra trên một người nghiện rượu nặng gần đây tạm ngừng uống rượu và không ăn uống gì. Các rối loạn tiêu hóa chiếm ưu thế trong bệnh cảnh lâm sàng. Đôi khi khó phân biệt một nhiễm toan ceton với tình trạng ĐH hơi cao với tình trạng nhiễm toan ceton do rượu có mức ĐH cao.
- Kết hợp tăng đường huyết và toan chuyển hóa : Không đồng nghĩa là có nhiễm toan ceton do đái tháo đường. Trong trường hợp bị tác nhân đả kích nặng (nhiễm khuẩn, chấn thương) có tình trạng tăng đường huyết mà tình trạng này có thể phối hợp với sốc và nhiễm toan lactic hậu quả. Không có ceton niệu và/ hoặc không có tăng ceton máu đáng kể, bệnh cảnh lâm sàng và tình trạng tăng lactat máu giúp loại bỏ chẩn đoán nhiễm toan ceton do đái tháo đường.

## Xử lý

### Điều trị bằng insulin
Rất thường thấy nồng độ đường huyết của bệnh nhân trong khoảng 17-33 mmol/l. Một xét nghiệm ĐH gần như bình thường cũng có thể gặp khi tình trạng nhiễm nhiễm toan ceton xảy ra trên một bệnh nhân đang được điều trị bằng cách truyền insulin dưới da liên tục. Ngược lại, một nồng độ ĐH rất cao có thể gặp khi có tình trạng kiệt nước nặng với thiểu niệu....
Ngay từ đầu những năm 1970, liều cao insulin đã được sử dụng : 50->100 U hàng giờ hay 2h/ lần. Sử dụng liều cao này dựa trên cơ sở là bệnh nhân có tình trạng kháng insulin. Điều trị này có nguy cơ gây tích lũy thuốc và gây hạ đường huyết thứ phát. Hiện nay các nghiên cứu đã chứng minh là có thể chữa khỏi tình trạng nhiễm toan ceton với liều insulin rất thấp chỉ khoảng 5->10 U/h. Liều này vẫn hãy còn cao hơn so với nhu cầu sinh lý, chứng tỏ một thực tế là có tình trạng kháng insulin trong nhiễm nhiễm toan ceton do đái tháo đường. Trong khi hiệu quả của dùng Insulin đường truyền tĩnh mạch liên tục, tiêm bắp hay tiêm dưới da là tương đương nhau, nhưng người ta thường sử dụng đường tĩnh mạch do xét tới các khó khăn có thể xảy ra trong hấp thu insulin trên các bệnh nhân bị kiệt nước.
Khi ĐH không hạ xuống khi điều trị, trước khi quy kết là do liều insulin không thỏa đáng, cần phải đi tìm một biến chứng thêm vào mà nhất là nhiễm khuẩn hay bệnh nhân có tình trạng thiểu niệu hay vô niệu là một yếu tố chính gây tăng kéo dài đường huyết
Trong thực hành, bệnh nhân cần tiêm một liều bolus là 0,1->0,15 U/kg sau đó truyền tĩnh mạch liên tục với liều 0,1 U/kg/h cho tới khi ĐH đạt tới mức 17mmol/l, tại mức ĐH này liều insulin truyền có thể được hạ xuống. Mức ĐH này thường đạt được sau khoảng 4h, tốc độ giảm ĐH đều đặn trong khoảng 4-5mmol/l/h. Thời điểm này có thể được dự kiến bằng cách xác định một đường biểu diễn từ 3 lần định lượng ĐH đầu tiên.
Nếu ĐH gần ở mức bình thường, khẩu phần glucid phải được bắt đầu sớm hơn. Thực tế là, bình thường hóa ĐH không đồng nghĩa là khỏi tình trạng nhiễm nhiễm toan ceton do tình trạng bình thường hóa ĐH này xuất hiện trước khi hết tình trạng tăng ceton và bình thường hóa dự trữ kiềm. Insulin, không thể thiếu để làm hết tình trạng tăng ceton, cần phải được tiếp tục cùng lúc cung cấp khẩu phần glucid để tránh xảy ra hạ đường huyết.

### Cân bằng nước và điện giải

#### Nước và natri
Khi có tình trạng tăng bài niệu thẩm thấu, nước tiểu chứa khoảng 69->90 mmol/l natri, lượng này biểu hiện một tình trạng mất natri vào khoảng 4->5g NaCl/l. Vì vậy, đối với 2l nước tiểu bị mất, tình trạng thiếu hụt có thể được bồi phụ bằng 1l nước và 1l dung dịch muối sinh lý. Tình trạng thiếu hụt chiếm ưu thế là đối với dịch khu vực ngoài tế bào, song cũng thấy có thiếu hụt đối với nước tự do liên quan với tình trạng tăng độ thẩm thấu. Giảm thể tích ngoài tế bào được biểu hiện bằng tăng các protein, hematocrit và ure. Khi tình trạng kiệt nước rất trầm trọng sẽ gây nên tình trạng suy thận với thiểu niệu hay vô niệu và tình trạng giảm thể tích máu. Ngừng bài niệu dẫn tới gia tăng mạnh ĐH mà tình trạng gia tăng này có liên quan với nồng độ urê. Thiếu hụt nước gây tăng độ thẩm thấu thường là ở mức độ vừa trong khoảng 300->320 mosmol/kg, song tình trạng tăng này có thể vượt trên 350 mosmol/kg. Mặc dù có thiếu hụt nước, nồng độ natri máu đo được thường thấy bình thường hay hơi hạ thấp, do tăng ĐH tạo nên tình trạng tăng tính thẩm thấu và gây kéo nước từ khu vực tế bào ra khu vực dịch ngoài tế bào, vì vậy gây nên một giảm natri máu. Natri máu được điều chỉnh được tính toán theo công thức của Karz trong đó ĐH được biểu diễn theo đơn vị g/l. Natri máu đã được điều chỉnh này bình thường hay tăng cao, có liên quan với độ thẩm thấu máu. 
Natri được điều chỉnh = Natri đo được + (ĐH (g/l) –1) x 1,6
Lượng nước và natri bị mất trong quá trình bị nhiễm nhiễm toan ceton do đái tháo đường trên một người lớn từ 5 đến 10l nước và từ 400 đến 700 mmol natri. Thiếu hụt nước chiếm khoảng 100 ml/kg. Thái độ xử trí hợp lý nhất là tiến hành bội phụ lượng nước và natri bị mất và dùng khoảng 100 ml/kg nước với 4 hay 5 g/l NaCl. Các bồi phụ này bảo đảm cùng lúc điều chỉnh lại tình trạng thiếu hụt nước và thiếu hụt natri với tái hồi lại các thể tích trong và ngoài tế bào. Điều chỉnh như trên được tiến hành trong vòng 24h cộng thêm với các nhu cầu bình thường về nước và natri. Tuy nhiên, hầu hết các tác giả khuyến cáo một khẩu phần ban đầu bằng dung dịch muối sinh lý để duy trì hay tái hồi HA động mạch, thể tích máu và lưu lượng nước tiểu: 1-3 l dung dịch NaCl 0,9% được dùng trong vòng 3h đầu, sau 3h, dung dịch glucose 5% bắt đầu được dùng, với cơ sở là khoảng 3l /24h, trừ khi ĐH vẫn còn rất cao. Điều chỉnh lại tình trạng thiếu hụt muối nước được tiến hành chậm hơn bằng cách dùng dung dịch muối sinh lý (0,9%) hay dung dịch nửa muối (0,45%) tùy theo độ thẩm thấu máu. Cách điều chỉnh này đòi hỏi bổ sung thêm 2-4l mà một nửa lượng này phải được dùng trong vòng 8h đầu và thể tích còn lại trong vòng 16h sau. Phác đồ này được tính toán đối với một đối tượng nặng 70kg. Phác đồ này có thể được biến đổi tùy theo trọng lượng, có kèm theo hay không tình trạng suy tim và tiến triển trong quá trình điều trị. Tiếp tục tồn tại một tụt HA không điều chỉnh được bằng dung dịch muối sinh lý hiếm gặp và có thể đòi hỏi phải dùng các dung dịch keo. Dùng dung dịch này một cách hệ thống hơn còn đang gây tranh cãi

#### Kali
Trong quá trình nhiễm nhiễm toan ceton, thấy có tình trạng thiếu hụt kali quan trọng từ 3->6 mmol/kg và thậm chí có thể tới mức 10 mmol/kg. Tình trạng này biểu hiện trên một người lớn có trọng lượng trung bình một thiếu hụt kali khoảng 250->600 mmol. Thiếu hụt chủ yếu có nguồn gốc mất qua nước tiểu, có thể bị nặng thêm lên do tình trạng nôn. Mặc dù có tình trạng thiếu hụt như vậy, kali máu rất thường thấy trong mức bình thường, thậm chí đôi khi còn tăng cao (22% các trường hợp), rất hiếm khi bị hạ thấp (4% các trường hợp) và như vậy biểu hiện một tình trạng thiếu hụt quan trọng. Nhiều yếu tố có thể giải thích tình trạng kali máu bình thường hay tăng cao này (trong khi có thiếu hụt trầm trọng tổng kho kali của cơ thể). Một số yếu tố đóng vai trò thứ yếu: suy thận, tình trạng mất nước gây cô đặc máu tăng bài tiết glucgon, tăng dị hóa tế bào và tăng ĐH. Vai trò của toan chuyển hóa từ lâu được thấy. 
Vì vậy, cần phải dùng kali trong quá trình điều trị nhiễm nhiễm toan ceton với theo dõi kali máu và đái tháo đường. Khi kali máu < 5,5 mmol/l và bệnh nhân không vô niệu, phải dùng ngay kali từ khi bắt đầu điều trị. Trong trường hợp ngược lại, cần bảo đảm là bệnh nhân vẫn còn tình trạng bài niệu. Với kali máu trong khoảng 4->5 mmol/l, lượng nhập kali lúc bắt đầu là 15->20 mmol /h (tức là 1g KCl /h), người ta có thể tăng liều kali tới 30 hay 40 mmol/h (2g KCl /h) trong trường hợp có giảm kali máu ngay từ đầu. Kali có thể được hòa lẫn với các dung dịch truyền hay dùng qua xơ ranh điện qua một catheter tĩnh mạch trung tâm trong trường hợp cần truyền với lưu lượng cao. Nhu cầu kali sẽ giảm xuống sau 12h đầu. Trung bình, lượng kali cần cung cấp trong 24h đầu dao động trong khoảng 10 đến 30 g KCl.
2.3. Phospho
	Có tình trạng mất phospho liên quan với tăng bài niệu thẩm thấu và tăng dị hóa tế bào. Mặc dù vậy, phospho máu của bệnh nhân lúc nhập viện rất thường thấy bị tăng cao (trong 77->95% các ca tùy theo nghiên cứu). Tình trạng tăng phospho máu này là hậu quả của các chuyển động xuyên màng tế bào gây nên bởi tình trạng tăng ĐH và do có mặt các thể cetonic. Trong quá trình điều trị, có tình trạng giảm nhanh và quan trọng của phospho do ion này chạy vào trong tế bào dưới tác động của liệu pháp insulin và phục hồi lại chuyển hóa glucid. Tình trạng giảm phospho máu này đã bị quy kết gây nhiều nguy cơ tiềm tàng: tan máu, rhabdomyolyse, suy tim, rối loạn ý thức, giảm oxy tổ chức do tăng ái tính của oxy đối với hemoglobin liên quan với giảm 2/3 DPG.
Lợi ích của việc bổ sung phospho đã không thể chứng minh được trong các nghiên cứu có kiểm soát. Dùng thêm phospho trong quá trình bị nhiễm nhiễm toan ceton có thể được coi là vô ích và thậm chí còn nguy hiểm. Tăng phospho máu lúc ban đầu và giảm phospho máu thứ phát chủ yếu phản ánh các rối loạn phân bố qua tế bào của phospho hơn là các biến đổi bilan bên ngoài của phospho.

#### Cân bằng toan-kiềm
Nhiễm nhiễm toan ceton về kinh điển gây ra tình trạng toan chuyển hóa với tăng khoảng trống anion. Tăng các anion không định lượng được (ở đây là các thể cetonic) đi kèm với tình trạng giảm song hành các bicarbonat. Khoảng trống anion được tính toán theo công thức sau: TA = (Na+ + K+ ) – (Cl- + HCO3 -) với giá trị bình thường là 16. Trong trường hợp toan chuyển hóa với khoảng trống anion tăng cao, tỷ lệ TA/ HCO3 bằng 1, với  TA = TA đo được –16 và  HCO3- = 27 (Bicarbonat bình thường) – HCO3- đo được 
Trên một quần thể các bệnh nhân bị nhiễm nhiễm toan ceton, tỷ lệ này khi nhập viện thực tế là gần bằng 1 hay < 1 đôi chút song có thể thấy có các biến đổi trong khoảng giá trị 0->2. Nhiễm nhiễm toan ceton do đái tháo đường như vậy bao gồm lúc đầu 2 typ nhiễm toan chuyển hóa. Một loại có tăng khoảng trống anion, một loại kia có tăng clo máu, với tất cả các thể trung gian có thể gặp song một tiến triển hằng định trong quá trình điều trị sang kiểu nhiễm toan thứ hai (tăng clo máu). Chính là chức năng thận sẽ quyết định kiểu nhiễm toan chuyển hóa được thấy khi nhập viện. Khi nhiễm toan chuyển hóa có tăng khoảng trống anion, tình trạng cô đặc máu quan trọng hơn một cách đáng kể và chức năng thận bị biến đổi có ý nghĩa hơn là trong các nhiễm toan tăng clo máu. Tốc độ điều chỉnh lại tình trạng toan hóa cũng khác biệt, nhanh hơn trong trường hợp nhiễm toan với tăng khoảng trống anion do điều trị bằng insulin cho phép một tình trạng chuyển hóa nhanh các thể cetonic với tân tạo các ion bicarbonat. Trái lại, trong trường hợp nhiễm toan tăng clo máu, điều chỉnh chậm hơn do các thể cetonic được loại trừ trong nước tiểu nên có lưu lượng bị hạn chế.
Các tác động của tình trạng toan hóa rất đa dạng song mức độ của nó, thậm chí hậu quả đích thực của tình trạng này cần thảo luận. Các tác dụng có hại chính được biết của tình trạng nhiễm toan bao gồm: Làm giảm tính co bóp của cơ tim, giảm ngưỡng xuất hiện các loạn nhịp, dãn mạch ngoại vi và giảm tác dụng của insulin. Vì vậy, dường như việc làm kiềm hóa là hợp lý song nó cũng bị quy kết là gây có tác dụng có hại: Giảm kali máu, đẩy dịch sang trái đường phân ly của hemoglobin với tình trạng toan hóa tổ chức, nhiễm toan nghịch thường dịch não tủy và toan hóa nghịch thường bên trong tế bào. Thực tế là dùng bicarbonat làm sản sinh chất khí carbonic, và chất này sẽ khuếch tán sang dịch não tủy và tế bào nhanh hơn là sự khuếch tán của bicarbonat. Tại não, các giả thuyết được đề xuất để cắt nghĩa tại sao xuất hiện tình trạng phù não trong quá trình điều trị.
Trước các tính chất không chắc chắn giữa lợi ích và nguy cơ của tình trạng kiềm hóa, nhiều nghiên cứu đã được thực hiện. Bằng nghiên cứu hồi cứu, Lever đã nhận xét thấy một tiến triển giống hệt nhau trong ĐH, pH và bicarbonat trong hai nhóm bệnh nhân được điều trị và không được điều trị bằng bicarbonat. Tác giả cũng ghi nhận một tiến triển giống hệt trong các thông số sinh hóa trên các bệnh nhân được điều trị và không được điều trị bằng bicarbonat trong hai đợt nhiễm nhiễm toan ceton khác biệt. Nghiên cứu hồi cứu của Bouachour không cung cấp bằng chứng sự khác biệt trong tốc độ điều chỉnh pH, giảm các anion không định lượng được và tiến triển của ĐH trong hai nhóm bệnh nhân được dùng và không dùng bicarbonat. Trái lại, lượng kali cần dùng nhiều hơn đối với nhóm được chỉ định kiềm hóa. Nghiên cứu tiền cứu của Morris tiến hành theo dõi cân bằng toan kiềm trong máu và dịch não tủy trên các bệnh nhân có pH > 6,9. Tình trạng toan nghịch thường không được quan sát trên các bệnh nhân được dùng bicarbonat. Trong máu, tiến triển cho thấy giống hệt nhau đối với pH, ĐH, thể cetonic và bicarbonat. Tóm tắt lại, cho tới hiện tại, không có nghiên cứu nào chứng minh được lợi ích của điều trị kiềm hóa ở giai đoạn bắt đầu điều trị nhiễm nhiễm toan ceton do đái tháo đường. Chỉ các bệnh nhân có lẽ có ích lợi khi được điều trị kiềm hóa và có chỉ định dùng kiềm đó là các bệnh nhân có pH rất thấp <6,9. Ở mức pH này có tình trạng đáp ứng thông khí tối đa với paCO2 trong khoảng 12->13 mmHg. Khi pH giảm xuống hơn nữa, paCO2 tăng lên một cách nghịch thường, chứng tỏ tình trạng giảm điều chỉnh bằng thông khí đối với toan chuyển hóa và tình trạng này, với các cơ chế còn chưa được biết chính xác như: tăng khoảng chết hô hấp, tăng tiêu thụ năng lượng liên quan với thông khí, tác dụng gây ức chế trung ương của tình trạng nhiễm toan. Trong tình trạng này, kiềm hóa quá mức có thể gây nên một gia tăng đột ngột PaCO2 trên một cơ thể không còn dự trữ hô hấp và gây một nhiễm toan hỗn hợp nặng. Ngay cả những người ủng hộ cho điều trị kiềm hóa cũng khuyến cáo là rất thận trọng trên các bệnh nhân có tình trạng sốc tiềm tàng hay rõ rệt. Kiềm hóa cho các bệnh nhân có pH rất thấp vẫn còn rất gây tranh luận. Trong một tình huống tương tự, nhiễm toan chuyển hóa do acid hữu cơ, nhiễm toan lactic, kiềm hóa được chứng minh là không có hiệu quả để điều chỉnh các bất thường huyết động. 
Ngược lại với giai đoạn ban đầu này, khi việc kiềm hóa dường như là vô ích, thậm chí là không hợp lý và nguy hiểm, toan hóa do tăng clo máu xuất hiện thứ phát có lẽ có chỉ định kiềm hóa. Thực tế là điều này là hợp lý, ít nguy hiểm (dự trữ hô hấp thỏa đáng) song lợi ích của nó ở giai đoạn này hạn chế do đã có cải thiện đáng kể trong pH máu. Như vậy Chỉ tình trạng toan chuyển hóa kéo dài mặc dù một điều trị được tiến hành tốt có lẽ cần tiến hành điều trị kiềm hóa một cách thận trọng và phải được theo dõi sát.

## Xử lý nhiễm toan ceton do đái tháo đường tại khoa cấp cứu

### Nhanh chóng làm chẩn đoán xác định
- Chẩn đoán được gợi ý trên tất cả bệnh nhân đái tháo đường (80% các trường hợp) hay trước một bệnh cảnh lâm sàng gợi ý.
- Trong các tình huống kém điển hình, thực hành thường quy các xét nghiệm nước tiểu bằng giấy thử và ĐH mao mạch có thể cung cấp các bằng chứng quý báu trong định hướng chẩn đoán.
- Trong tình huống nghi vấn (nhiễm toan ceton do rượu hay tăng đường huyết sau khi bị bệnh lý cấp tính), điều trị bằng insulin sẽ khác biệt, bắt đầu điều trị nên được chậm lại sau vài giờ và ưu tiên tiến hành điều trị triệu chứng.

### Điều trị cơ bản
Điều trị này dành cho hầu hết các bệnh nhân với tình trạng không bị đe dọa tức thì: HA động mạch bình thường, ý thức hơi bị biến đổi, không có tình trạng suy hô hấp.
- Đặt và lưu xông dạ dày không được chỉ định hệ thống.
- Chỉ định đặt và lưu xông tiểu khi thấy có cầu bàng quang, rối loạn ý thức hay bệnh nhân không bài niệu sau khi điều trị vài giờ.
- Đặt một catheter tĩnh mạch trung tâm cũng không được tiến hành hệ thống,
- Khám lâm sàng cần được tiến hành một cách hoàn chỉnh và tỷ mỷ, tìm kiếm các hậu quả của nhiễm nhiễm toan ceton do đái tháo đường và các nguyên nhân khởi phát, nhất là một nhiễm khuẩn (được thấy trong 25 đến 60% các ca) không phải luôn được thấy rõ rệt về phương diện lâm sàng.
- Về phương diện cận lâm sàng, cần làm một số xét nghiệm giúp tìm kiếm một bệnh lý nhiễm khuẩn: cấy máu, chụp X quang phổi, kiểm tra vi khuẩn học nước tiểu...
- đái tháo đường cần thiết để chứng minh các biểu hiện của tình trạng thiếu hụt kali và tìm kiếm một nhồi máu không đau, nhất là trên một bệnh nhân đái tháo đường có tuổi.
- Thấy có tình trạng đau bụng nặng nề trên một người có tuổi > 40 đặt nghi vấn rất lớn là bệnh nhân bị một bệnh lý nền kết hợp, và là yếu tố khởi phát nhiễm nhiễm toan ceton do đái tháo đường. Trong các điều kiện này, bilan phải được hoàn chỉnh bằng một film chụp bụng không chuẩn bị, ECHO bụng và phải tiến hành một theo dõi thật sát.
- Tiến hành điều trị và theo dõi điều trị theo phác đồ. (theo tác giả Umpierrez và khuyến cao của Hội đái tháo đường Mỹ)
- Một số điểm lưu ý trong khi áp dụng phác đồ điều trị
- Tiến hành điều trị bằng insulin và bồi phụ lại tình trạng mất nước đã được thảo luận. Thành công điều trị phụ thuộc nhiều vào việc áp dụng linh hoạt điều trị và theo dõi liên tục tiến triển hơn là áp dụng cứng nhắc bất kỳ một phác đồ điều trị nào.
- Theo dõi bao gồm xét nghiệm đường máu mao mạch mỗi 2h /lần vào lúc bắt đầu, tìm aceton trong nước tiểu mỗi 4h /lần và các xét nghiệm sinh hoá máu với nhịp độ áp dụng linh hoạt tuỳ theo tiến triển của bệnh. Tuy vậy, có thể khuyên làm ĐGĐ (và xét nghiệm khí máu động mạch nếu cần) trong khoảng giờ thứ 3, 6-8h ; 15-18h và 24h. Các xét nghiệm được làm trong các khoảng thời gian quá gần không cho phép theo dõi các biến đổi do điều trị mang lại.